# Nuno Porco
Nuno Porco fue un juglar gallego del siglo XIII perteneciente a la lírica gallego-portuguesa.

## Biografía
No quedan datos biográficos. Se le consideró un juglar al servicio del trovador Nuno Rodríguez de Candarei, sin embargo, su posición en los cancioneros dentro del grupo denominado juglares gallegos hace suponer su origen gallego y que estaría activo entre 1240 y 1280. Javier Ron Fernández cree que su apellido pudo ser Porto en vez de Porco, no obstante, el apellido Porco se ha encontrado en documentos del monasterio de Melón. Carolina Michaelis sostuvo que es uno de los juglares más antiguos de la lírica gallego-portuguesa. Pertenece a la generación de juglares que contribuyeron a elevar a lengua artística las expresiones cotidianas.

## Obra
Se conservan una cantiga de amor y una cantiga de amigo. La cantiga de amigo destaca en su género.